# Glicyna
Glicyna (łac. acidum aminoaceticum), skr. Gly, G – organiczny związek chemiczny, najprostszy spośród 20 standardowych aminokwasów białkowych, jedyny niebędący czynny optycznie. Za jej pojawienie się w łańcuchu polipeptydowym odpowiada obecność kodonów GGU, GGC, GGA lub GGG w łańcuchu mRNA.
Można ją otrzymać sztucznie w reakcji kwasu chlorooctowego z amoniakiem.
ClCH2COOH + 2NH3 → H2NCH2COOH + NH4Cl

## Struktura i właściwości
Glicyna posiada najmniejszą resztę aminokwasową, z jednym tylko atomem wodoru w łańcuchu bocznym. Ze względu na to, że z atomem węgla α związane są dwa atomy wodoru, glicyna – w przeciwieństwie do innych aminokwasów – nie jest optycznie czynna. Glicyna zalicza się do grupy aminokwasów niepolarnych alifatycznych.
W trakcie ewolucji dywergentnej (rozbieżnej) reszty glicyny zmieniają się znacznie rzadziej niż pozostałych aminokwasów, a gdy już ulegają mutacji w białkach homologicznych, to na takie reszty jak alanina, seryna, kwas asparaginowy lub asparagina. Ta konserwatywność w występowaniu glicyny wiąże się z jej niewielkimi rozmiarami – zmiana tego aminokwasu na inny, z większym łańcuchem bocznym, mogłaby zaburzyć strukturę przestrzenną białka i pozbawić to białko jego funkcji biologicznej.
Glicyna stanowi średnio około 7,2% reszt aminokwasowych występujących w białkach. Wyjątkiem jest kolagen, w którym glicyna stanowi blisko jedną trzecią wszystkich budujących go aminokwasów.
Glicyna jest aminokwasem endogennym.
Objętość van der Waalsa 48 Å³.

## Funkcja fizjologiczna

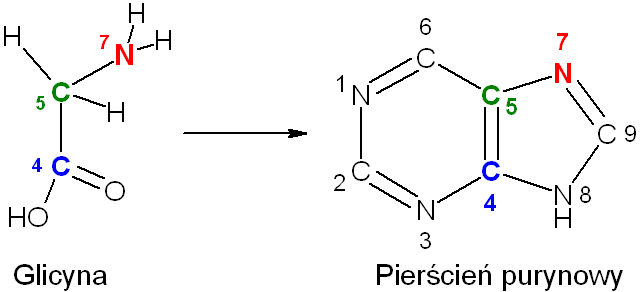
Glicyna bierze udział w tworzeniu puryn, budując pierścień imidazolowy.
Na schemacie nie pokazano atomów wodoru znajdujących się przy atomach węgla C2, C6 i C9 w pierścieniu pirymidynowym

- Glicyna jako samodzielny aminokwas występuje przede wszystkim w roli przekaźnika w ośrodkowym układzie nerwowym (CNS). Działa jako hamujący przekaźnik receptorów glicynowych, a ponadto jako koagonista kluczowy do aktywacji receptorów NMDA. Stężenie glicyny w CNS jest wyższe w rdzeniu przedłużonym, moście oraz rdzeniu kręgowym, natomiast niższe w półkulach mózgowych oraz móżdżku.

- W peroksysomach hepatocytów glicyna ulega sprzęgnięciu z pierwotnymi kwasami żółciowymi, tworząc w ten sposób sole żółciowe.

- Glicyna bierze udział w biosyntezie puryn de novo, w trakcie której zostaje wbudowana do pierścienia nukleotydowego, będąc źródłem węgli C4 i C5 oraz azotu N7 w tym pierścieniu.

- Wraz z sukcynylo-CoA bierze udział w syntezie hemu.

- LD50 dla glicyny wynosi 7930 mg/kg (szczury, podawana ustnie), natomiast śmierć następuje zazwyczaj na skutek wzmożonej pobudliwości.

## Biosynteza

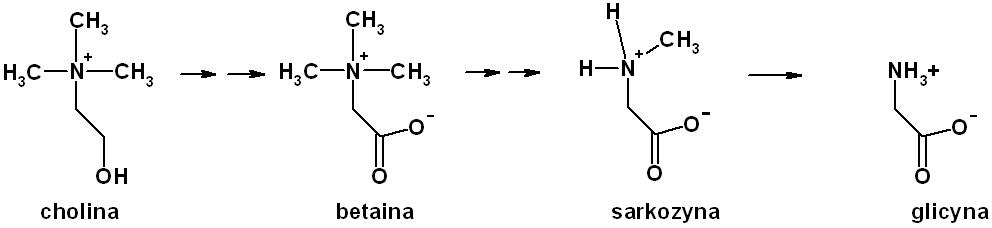
Uproszczony szlak syntezy glicyny z choliny.

Ludzki organizm potrafi syntetyzować glicynę, dlatego nazywa się ją aminokwasem endogennym. Glicyna może być produkowana: z glioksalanu i glutaminianu przez aminotransferazę glutaminianową; z alaniny przez aminotransferazę alaninową. Ważnym sposobem syntezy glicyny u ssaków jest także synteza z choliny oraz seryny.

## Degradacja glicyny

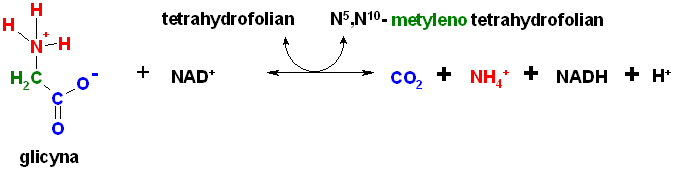
Degradacja glicyny do dwutlenku węgla. Kolorami pokazano losy poszczególnych grup atomów.

Glicyna ulega degradacji na drodze trzech szlaków metabolicznych.
- Glicyna może ulec przekształceniu w serynę. Reakcję katalizuje hydroksymetylotransferaza serynowa, a koenzymami reakcji są tetrahydrofolian oraz fosforan pirydoksalu.

- Degradacja glicyny może zachodzić także w wątrobie za pomocą mitochondrialnego kompleksu syntazy glicynowej, który rozkłada glicynę na dwutlenek węgla i jon amonowy, przy okazji tworząc N5,N10-metylenotetrahydrofolian. Kofaktorem tego procesu jest fosforan pirydoksalu. Ta ścieżka metaboliczna ma olbrzymie znaczenie dla ssaków, a jej zaburzenia mogą prowadzić do hiperglicynemii.

- Trzecim sposobem degradacji glicyny jest utlenienie przez oksydazę D-aminokwasów. Glicyna zostaje przekształcona do glioksalanu, który z kolei jest utleniany w NAD+-zależnej reakcji do szczawianu.

Ponadto glicyna ulega licznym przemianom w inne metabolity, co zostało opisane w podrozdziale dotyczącym jej funkcji.

## Choroby związane z przemianami glicyny
Z metabolizmem glicyny związane są następujące schorzenia:
- Glicynuria – wynika z zaburzeń reabsorpcji glicyny w kanalikach nerkowych i polega na wydalaniu większych niż normalnie ilości tego aminokwasu.

- Pierwotna hiperoksaluria – jest to zaburzenie katabolizmu glioksalanu, który powstaje przez deaminację glicyny. Następujące po tym utlenienie glioksalanu do szczawianu skutkuje kamicą moczową oraz wapnicą nerek, a także może prowadzić do przedwczesnych zgonów na skutek niewydolności nerek lub nadciśnienia.

- Nieketonowa hiperglicynemia – choroba genetyczna powodująca nagromadzenie się glicyny we krwi oraz płynie mózgowo-rdzeniowym.

## Zastosowanie w lecznictwie
Glicyna jest wykorzystywana do zwiększania skuteczności leków przeciwpsychotycznych zawierających kwas glutaminowy. Choć sama w sobie nie ma działania psychotropowego, to jednak wzmacnia efekty działania glutaminianu w mózgu (zgodnie z hipotezą glutaminową). Przyłącza się do receptora NMDA wraz z glutaminianem i pokonuje barierę krew-mózg.

## Występowanie glicyny w przestrzeni międzygwiazdowej
W roku 1994 grupa badaczy z University of Illinois pod kierownictwem Lewisa Snydera ogłosiła wstępnie odkrycie glicyny w przestrzeni międzygwiazdowej, jednak późniejsze badania nie potwierdziły ich przypuszczeń.
Dziewięć lat później, w 2003 roku, Yi-Jehng Kuan z National Taiwan Normal University wraz ze Steve’em Charlneyem z NASA ponowili to doniesienie. Badacze monitorowali fale radiowe pod kątem obecności linii spektralnych charakterystycznych dla glicyny, których zarejestrowali w sumie 27. Kuan i Charlney wysunęli hipotezę, że glicyna międzygwiazdowa powstała z prostych cząsteczek organicznych uwięzionych w lodzie na skutek ekspozycji na nadfiolet.
W roku 2004 Snyder wraz ze współpracownikami opublikowali pracę, w której próbowali określić obiektywne kryterium, które powinny spełniać rejestrowane linie spektralne, aby można było mówić o potwierdzonym odkryciu glicyny w przestrzeni międzygwiazdowej. Uznali jednocześnie, że żaden z rezultatów uzyskanych przez grupę Kuana nie spełnia tego kryterium.
W roku 2009 dzięki misji NASA Stardust ostatecznie potwierdzono występowanie glicyny w przestrzeni kosmicznej pobierając próbki z komety Wild 2.
W 2016 roku ogłoszono, że sonda Rosetta odkryła glicynę w komie komety 67P/Czuriumow-Gierasimienko podczas pomiarów za pomocą spektrometru masowego ROSINA w latach 2014–2015.

## Tzw. glicyna fotograficzna
W fotografii terminem „glicyna” określa się typ wywoływacza fotograficznego zawierającego pochodną glicyny, N-(4-hydroksyfenylo)glicynę.